# SOS Titanic
SOS Titanic és una pel·lícula per a la televisió del 1979. Tracta sobre el tràgic viatge del transatlàntic Titanic el 1912. La història està contada des de la perspectiva de tres grups de passatges de primera, segona i tercera classe. El guió fou escrit per James Costigan i la pel·lícula fou dirigida per William Hale.

## Argument
Els passatgers de primera classe inclouen a John Jacob Astor IV, la seva esposa Madeleine Talmage Force i la seva amiga, que fou rebatejada com la "insubmergible" Molly Brown; una altra parella en lluna de mel, Daniel i Mary Marvin, i Benjamin Guggenheim, que de retorn amb la seva dona i fills després d'haver protagonitzat un escandalós afer.
La major part de l'argument tracta sobre la història d'amor entre Lawrence Beesley (David Warner, qui tornaria a aparèixer a la pel·lícula Titanic de 1997) i Leigh Goodwin (Susan Saint James).
L'argument se centra en l'experiència de deu immigrants irlandesos, els quals són representats primerament apropant-se al port de Queenstown, Irlanda. Aquests personatges, tots basats en gent real, inclouen a Katie Gilnagh, Kate Mullens, Mary Agatha Clynn, Bridget Bradley, Daniel Buckley, Jim Farell, Martin Gallagher i David Chartens. Durant el viatge inaugural, Martin Gallagher s'enamorà d'una "bellesa irlandesa".